# Daniel Arthur Fischer
Daniel Arthur Fischer (* 14. Mai 1987 in Aachen) ist ein in Deutschland geborener Schauspieler mit polnischen Wurzeln.

## Leben
Daniel Arthur Fischer wuchs in Aachen, Nordrhein-Westfalen auf. Der Sohn polnischer Eltern absolvierte von 2007 bis 2011 den Diplom-Studiengang Schauspiel an der Staatlichen Hochschule für Musik und Darstellende Kunst in Stuttgart und wohnt derzeit  in Berlin.

## Theater
Nach seinem Studium arbeitete Fischer für vier Spielzeiten als Schauspieler im festen Ensemble des Stadttheaters Baden-Baden mit Gastauftritten im In- und Ausland.

## Film und Fernsehen
Zudem steht Daniel Arthur Fischer regelmäßig in Film- und Fernsehproduktionen als Schauspieler vor der Kamera.
Nach einer Hauptrolle für zwei Episoden in der TV-Serie Die Fallers spielte er unter anderem an der Seite von Jürgen Vogel und Christoph Bach im Tatort: Lu in der Regie von Jobst Christian Oetzmann.
Es folgten Rollen in Kurz- und Kinospielfilmen, die auch international auf namhaften Festivals laufen. Dazu zählt unter anderem die Tragikomödie Die Reste meines Lebens in der Regie von Jens Wischnewski, die 2017 mit dem Audience Award auf dem Miami Film Festival sowie mit dem Preis der Jugendjury auf dem Filmfestival Max Ophüls Preis ausgezeichnet wurde.
In der sechsteiligen Arte/ARD-TV-Serie „Der Luther-Code“ spielte Fischer die Hauptrolle Martin Luther, sowie diverse andere Rollen, wie z. B. Friedrich Engels und Gotthold Ephraim Lessing. Mit dieser Arbeit konnte sich Fischer einem internationalen Fernsehpublikum vorstellen. Die Serie ist weltweit in vielen Sprachen über die Deutsche Welle zu sehen und wurde 2017 mit dem Hauptpreis des Comenius Award ausgezeichnet.
Es folgten Dreharbeiten als festes Ensemblemitglied für die ZDFneo-Show Shapira Shapira mit Comedian Shahak Shapira.

## Werbung
Daniel Arthur Fischer ist außerdem die männliche Hauptfigur der 2020 erschienenen Sky-Werbekampagne „Dein Fernseher kann mehr“.

## Filmografie (Auswahl)
- 2013: Rauchzeichen, Regie: Gabriel Borgetto
- 2014: Die Fallers, Regie: Sebastian Monk
- 2015: Tatort: Lu, Regie: Jobst Christian Oetzmann
- 2016: Die Reste meines Lebens, Regie: Jens Wischnewski
- 2016: Der Luther-Code, Regie: Wilfried Hauke
- 2018: Night To Be Gone, Regie: Loren Marsh
- 2019–2020: Shapira Shapira, Regie: Diverse

## Werbung
- 2020: Sky Deutschland: Dein Fernseher kann mehr, Regie: Tim Löhr